# 24 ottobre
Il 24 ottobre è il 297º giorno del calendario gregoriano (il 298º negli anni bisestili). Mancano 68 giorni alla fine dell'anno.

## Eventi
- 69 – Nella seconda battaglia di Bedriaco le forze di Marco Antonio Primo, comandante delle armate del Danubio, leali a Tito Flavio Vespasiano, sconfiggono le forze dell'imperatore romano Vitellio
- 1387 – Gian Galeazzo Visconti concede l'usufrutto gratuito del marmo delle cave di Candoglia alla Veneranda fabbrica del Duomo di Milano
- 1648 – Firma della Pace di Vestfalia (tre trattati) che mette fine della guerra dei trent'anni
- 1658 – La compagnia teatrale di Molière si esibisce davanti al re Luigi XIV che rimane estasiato per la farsa Il dottore innamorato
- 1795 – La Polonia viene spartita tra Austria, Prussia e Russia
- 1857 - In Inghilterra viene fondato lo Sheffield Football Club, la squadra attiva più antica del mondo.
- 1916 – Prima guerra mondiale: dopo nove mesi di combattimenti sul fronte di Verdun, l'esercito francese riconquista Fort Douaumont
- 1917 – Prima guerra mondiale: inizia la battaglia di Caporetto
- 1918 – Prima guerra mondiale: inizia la battaglia di Vittorio Veneto. Dopo aver arrestato l'avanzata delle truppe austro-ungariche durante la prima battaglia del Piave, l'esercito italiano lanciò una controffensiva che segnò la fine della guerra sul fronte italiano.
- 1922 – A Napoli si tenne il raduno di camicie nere che doveva servire da "prova generale" per la futura Marcia su Roma
- 1929 – Giovedì nero: crollo della Borsa di Wall Street
- 1945 – Viene ratificato dai paesi firmatari lo Statuto delle Nazioni Unite dando così vita alle Nazioni Unite
- 1956 – L'Unione Sovietica invade l'Ungheria
- 1958 – Per la prima volta ha successo un massaggio cardiaco esterno, eseguito su una donna in arresto cardiaco dopo essere stata operata per un difetto atrioventricolare
- 1964 – La Rhodesia Settentrionale ottiene l'indipendenza dal Regno Unito sotto il nome di Zambia (La Rhodesia Meridionale resta una colonia)
- 1970 – Salvador Allende viene eletto presidente del Cile
- 1980 – Il governo polacco legalizza il sindacato Solidarność
- 1998 – Lancio della sonda Deep Space 1
- 2001 – Un incendio nella galleria stradale del San Gottardo in Svizzera, causato dallo scontro frontale di due autoarticolati, provoca 11 vittime
- 2003 – L'aereo di linea supersonico Concorde effettua il suo ultimo volo di linea da New York a Londra

## Nati
Ci sono circa 1 100 voci su persone nate il 24 ottobre; vedi la pagina Nati il 24 ottobre per un elenco descrittivo o la categoria Nati il 24 ottobre per un indice alfabetico.

## Morti
Ci sono circa 480 voci su persone morte il 24 ottobre; vedi la pagina Morti il 24 ottobre per un elenco descrittivo o la categoria Morti il 24 ottobre per un indice alfabetico.

## Feste e ricorrenze

### Civili
Internazionali:
- Giornata delle Nazioni Unite

Nazionali:
- Zambia – Festa nazionale (indipendenza, 1964)

### Religiose
Cristianesimo:
- San Raffaele arcangelo (messa tridentina)
- Sant'Antonio María Claret y Clará, vescovo
- Santi Areta e Ruma, sposi, e 340 compagni, martiri di Najrān
- Santi Ciriaco e Claudiano, martiri
- Sant'Evergislo di Colonia, vescovo
- Santi Felice, Adautto e Gennaro, martiri, venerati a Venosa
- San Fromundo di Coutances, vescovo
- San Giuseppe Le Dang Thi, martire
- San Luigi Guanella, sacerdote
- San Maglorio di Dol, vescovo
- Santi Marco, Soterico e Valentina, martiri in Asia
- San Martino di Vertou, abate
- Sante Petronilla e Ponzia, badesse premostratensi
- San Proclo di Costantinopoli, vescovo
- San Senoco, sacerdote
- Beato Eximeno de Ayvar, mercedario
- Beato Giuseppe Baldo, sacerdote e fondatore delle Piccole figlie di San Giuseppe
- Beato Guglielmo de Anglesi, mercedario
- Beata Maria Tuci, vergine e martire

Religione romana antica e moderna:
- Venere Ericina fuori Porta Collina